# Quadrimaera mirandella
Quadrimaera mirandella is een vlokreeftensoort uit de familie van de Maeridae. De wetenschappelijke naam van de soort is voor het eerst geldig gepubliceerd in 2002 door Appadoo, Myers & Fagoonee.